# Дмитрівка (Хмельницький район)
Дми́трівка — село в Україні,  у Теофіпольській селищній громаді Хмельницького району Хмельницької області. Розташоване на північному заході району, на лівому підвищеному березі річки Норець, лівої притоки Полкви.  До 2020 підпорядковане Кунчанській сільській раді. 
Засноване в 1700 році.
У селі 104 двори, 217 мешканців (2007). У селі є клуб.

## Населення

### Мова
Розподіл населення за рідною мовою за даними перепису 2001 року:
| Мова       | Кількість | Відсоток |
| ---------- | --------- | -------- |
| українська | 235       | 99.58%   |
| російська  | 1         | 0.42%    |
| Усього     | 236       | 100%     |

## Історія

### Річ Посполита
В історичних документах село вперше згадується у реєстрі поборця (збирача податків) Вацлава Загоровського про збір подимного податку у Волинському воєводстві. Тоді у Дмитрівці було два податкових дими, село належало до Святецької волості Кременецького повіту. Назва, очевидно, походить від імені засновника села.

### Російська імперія
12 січня 1848 року поміщик Северин Мілевич отримав інструкцію інвентарних правил для керівництва в управлінні маєтком, а з 18 січня інвентарні правила у Дмитрівському маєтку були введені.
Проте, із їх введенням, становище селян не покращилось, поміщики часто допускали порушення цих правил. Так, в 1850 році під час великодніх свят на вимогу поміщика Мілевича селяни орали в нього поле. Одним він заплатив готівкою по ЗО копійок сріблом за день, а іншим оплату зарахував на погашення боргів. В маєтку не велися робочі книжки селян по обліку виконаних робіт, що ускладнювало розрахунки з ними.
З 1851 року в Дмитрівці діяв винокурний завод, що належав поміщику С. Мілевичу.
У 1852 році поміщиця Вікторія Мілевич із синами мала у Дмитрівці 146 чоловік підданих.
Не поліпшила життя селян селянська реформа 1861 року. Хоч їх звільнили від кріпацтва, але до переходу на викуп (цей період тягнувся 6-13 років) вони перебували в тимчасово зобов'язаному стані, виконувати повинності — грошові (оброк) і відробіткові (панщину). Внаслідок застосування грабіжницької системи викупу селяни змушені були вносити поміщикам і казні величезні суми викупних платежів, що більше як у 3-4 рази перевищували продажну ціну земельного наділу. Розміри повинностей, платежів і кількість відведеної землі селянам фіксувалися в спеціальних грамотах.
Поміщики нерідко зменшували селянам земельні наділи, замінювали їх грошима, позбавляли селян лісу, пасовищ, водопоїв. Грабіжницькі умови селянської реформи викликали вибух народного гніву. Тут відбувалися страйки, селянські заворушення.
Тому, мабуть, не випадково у вересні 1879 року волинський губернатор повідомляв Олександра II про пожежу, що сталася в с. Дмитрівка Кременецького повіту, внаслідок якої згоріли цегельний завод, комора з хлібом та інші будівлі власника Едмунда Мілевича. У 188? році в селі проживало 292 особи.
У квітні 1893 року поміщик Едмунд Мілевич подав клопотання до Волинського губернського розпорядчого комітету по селянських справах щодо зменшення відсоткового збору з Дмитрівського маєтку внаслідок переходу його до спадкоємців Мілевичів Карла, Івана і Антоніни Едмундовичів, серед яких були неповнолітні.
У травні 1903 року в Дмитрівці знову сталася велика пожежа, внаслідок якої згоріли будівлі і майно землевласника Карла Мілевича і орендаря Флора Юхимовича. У 1905 році в Дмитрівському маєтку поміщика К. Мілевича відбувся страйк сільськогосподарських робітників з вимогою підвищення платні.
У 1912 році було засновано Дмитрівське народне споживче товариство, до складу якого входили місцеві селяни.
З початком Першої світової війни багатьох молодих чоловіків мобілізували на фронт, у населення забирали коней, а тих, хто залишився, залучали до будівництва інженерно-оборонних споруд та окопів. За період війни занепало сільське господарство, значно погіршилося життя людей. Селяни були незадоволені війною і владою, яка її вела.

### Українська революція
В 1917 році в Росії відбулася Лютнева революція, у ході якої було скинуто владу царя.
Відбулася революція і в Україні. До влади прийшла Центральна Рада, яка проголосила Українську Народну Республіку.
7 (20) листопада 1917 року, відповідно до.Третього Універсалу Української Центральної Ради, увійшло до складу Української Народної Республіки.
Тим часом, у Росії, внаслідок жовтневого перевороту, до влади прийшли більшовики. Більшовицький уряд Росії оголосив війну УНР. На її захист виступили місцеві жителі. Вони брали участь у Святецькому повстанському загоні, який боровся за незалежну Україну. Але українська армія не змогла зупинити наступ російських більшовицьких військ і після 22 листопада 1920 року вони вступили в село Дмитрівку.
Отже, радянську владу в Дмитрівку російські більшовицькі війська принесли на багнетах.

### Перша радянська окупація (1920-1941)
Після встановлення радянської окупаційної влади в селі утворено комітет незаможних селян.
1921 року в Дмитрівці створено радгосп.
В 1921 році в селі відкрито трирічну трудову школу, де 1924 року навчалося 40 дітей, учителем працював Р.Д. Воробчук. З 1928 року школа стала чотирикласною.
12 жовтня 1924 року в селі відкрили пункт ліквідації неписьменності, де навчалося 55 чоловік, у січні 1927 року організовано вечірню школу молоді.
Культурно-освітню роботу в Дмитрівці проводила хата-читальня, що відкрилася 19 серпня 1924 року. 1926 року в ній нараховувалося 50 книг. Щовечора тут було людно, бо проводилися голосні читання газет і журналів, бесіди на політичні теми. При хаті-читальні щомісячно виходила стінна газета.
1929 року розпочалася масова колективізація, що проводилась насильницькими методами. У селян відбирали землю, худобу, сільгоспінвентар. Саме так у Дмитрівці було створено колгосп «Червона перемога». Тому-то станом на 1 березня 1933 року, тобто протягом більше як трьох років, із 117 селянських господарств до колгоспу вступило лише 33 господарства, що становило 28 відсотків. Землі було усуспільнено 23%, коней – 21%. До тих, хто не вступав у колгосп, застосовувалися репресії. В селі Дмитрівці було розкуркулено понад сорок чоловік, хоч за переписом 1925 року в селі куркулів не було. Більшість розкуркулених було вислано в Сибір, на північ Росії, посаджено в тюрми і навіть кількох розстріляно і замордовано в ГУЛАГах.
Репресії у Дмитрівці проводилися не тільки в роки колективізації, а й продовжувалися у ще жорсткішій формі в 1937-1938 роках. В невеликому селі було репресовано більше шістдесяти чоловік.
У 1932-1933 роках більшовики організували Голодомор. Багато селян Дмитрівки померло з голоду.

### Німецька окупація
Під час німецького наступу в ході Другої світової війни бій за село тривав майже півтори доби. В цьому бою загинуло кілька десятків гітлерівців, проте 5 липня 1941 року німці захопили Дмитрівку.
За час перебування села під владою німецької адміністрації до Третього Райху на примусові роботи було вивезено 75 молодих селян.

### Друга радянська окупація (1944-1991)
4 березня 1944 року радянські війська, після нетривалого бою, захопили село. Десятки чоловіків були мобілізовані на фронт. На боці СРСР під час війни загинуло 36 дмитрівчан.
На кінець 1945 року в колгоспі нараховувалося 42 голови великої рогатої худоби, 7 свиней, 12 овець, 50 коней, 109 голів птиці. У жовтні 1950 року колгосп «Червона перемога» приєднано до кунчанського колгоспу «Правда», що 1960 року укрупнився з теофіпольським колгоспом імені Щорса.
З 1966 року село електрифіковано.

### Незалежна Україна
З 24 серпня 1991 року село входить до складу незалежної України.
З липня 1991 року с. Дмитрівка належало до Кунчанської сільради, а з березня 1998 року Дмитрівська бригада входить до складу виробничого кооперативу «Кунчанський». Крім того, з квітня 2000 року тут діє фермерське господарство «Діброва». У Дмитрівні майже поваленна не діюча початкова школа, є  клуб, фельдшерсько-акушерський пункт.
Тут збереглась традиція новорічних і різдвяних привітань, святкування обжинків, Івана Купала. Соціальні працівники надають допомогу по господарству та інші послуги одиноким престарілим жителям села.
12 червня 2020 року, відповідно до розпорядження Кабінету Міністрів України № 727-р «Про визначення адміністративних центрів та затвердження територій територіальних громад Хмельницької області», увійшло до складу Теофіпольської селищної громади.
19 липня 2020 року, в результаті адміністративно-територіальної реформи та ліквідації Теофіпольського району, село увійшло до складу Хмельницького району.